# Centro Cultural Lo Prado
Centro Cultural Lo Prado (CCLP) es un centro cultural localizado en Santiago en Chile, a un costado del edificio Consistorial de la Municipalidad de Lo Prado. Fue inaugurada el año 2012, financiada por el Gobierno Regional Metropolitano.
Es administrado por la Fundación Centro Cultural Lo Prado, una Fundación de Derecho Privado, sin fines de lucro destinada a promover el arte y la cultura en el territorio que comprende la comuna de Lo Prado.

## Descripción
El Centro Cultural Lo Prado cuenta con diversos espacios que permiten desarrollar presentaciones de artes escénicas, artes musicales, visuales y audiovisuales, además de la realización de talleres, charlas, seminarios y ensayos entre otras.

## Espacios
Cuenta con un Teatro con capacidad para 507 personas, sala de música, estudio de grabación, salas multiuso y una explanada para la realización de actividades al aire libre. En el edificio se encuentra además la Biblioteca Municipal habilitada con computadoras y, entre otros espacios, una sala de lectura diseñada especialmente para niños y niñas.

## Educación Artística
La Fundación Centro Cultural Lo Prado se encuentra actualmente participando de varios proyectos liderados por importantes instituciones artísticas, culturales y educativas tanto a nivel regional como en el ámbito nacional que se enmarcan dentro de las acciones contenidas en el Plan Nacional de Artes en la Educación 2015 – 2018. Entre ellos destacan,  Transmisión Punto a Punto del Programa Pequeño Municipal y Cine en Curso.

### "Cine en Curso” en Colegio Golda Meir
Cine en curso es un proyecto que en Chile está a cargo del Centro de desarrollo social del cine Gaticine liderado por el cineasta Felipe Correa y se lleva a cabo gracias al apoyo de diversas instituciones. El año 2016, el financiamiento proviene principalmente del Consejo Nacional de la Cultura a través del Fondo de Fomento de las Artes FAE.
Estudiantes del Colegio Golda Meir forman parte de este interesante proyecto de cine promovido al interior del establecimiento educacional por Marcela Friz, Coordinadora de Desarrollo de Personas, el profesor de matemáticas Sebastián Sandoval y la Fundación Centro Cultural Lo Prado.
Actualmente forman parte del equipo documental del establecimiento educacional Antonio Arce – Profesor Ciencias Sociales y Javier Zoro – Cineasta. (2016)

## Redes y asociatividad
La Fundación Centro Cultural Lo Prado desarrolla su labor en el marco de un trabajo colaborativo con distintas instituciones artísticas, culturales y educativas del ámbito regional , nacional e internacional. En este contexto se han generado importantes redes de colaboración que han permitido concretar interesantes proyectos.

### Red Regional de las Artes en la Educación.
En el 2015 se articuló un espacio de participación creado entre organizaciones de la sociedad civil vinculadas al ámbito educativo, artístico y/o cultural, junto al Consejo de la Cultura de la Región Metropolitana y la Secretaría Regional Ministerial de Educación de la Región Metropolitana.
La “Red Regional de Artes en la Educación” busca dinamizar a escala regional el Plan Nacional de Artes en la Educación, PNDAE, 2015-2018 y la participación, reflexión, codiseño y colaboración de todos los actores involucrados.

### Red de Intermediación Cultural Stgo al Límite.
Es un proyecto liderado por la Corporación Cultural de San Joaquín, que tiene como objetivo Generar redes de intercambio y gestión cultural asociativa, entre las Corporaciones Culturales de San Joaquín, Peñalolén, Talagante y la Fundación Centro Cultural de Lo Prado, que fortalezcan la participación ciudadana y el intercambio cultural de sus comunidades.
La realización de un Catálogo de Artistas, Artesanos, Artesanas y Organizaciones culturales, el Intercambio de experiencias en gestión cultural, la realización de 4 festivales en espacios públicos en cada una de las comunas que componen la red, la realización del Festival de Teatro de Adultos/as Mayores y el Festival de Teatro Al Límite son algunas de las principales actividades que se desarrollarán en el marco de la Red Stgo al Límite.

### Red de Centro Culturales Públicos.
La Red de Centros Culturales Públicos busca fortalecer la oferta programática de estos 18 centros culturales de la Región Metropolitana, con el fin de estrechar el vínculo que tienen con su realidad comunal, organizaciones de base, establecimientos educacionales y con los otros centros culturales presentes en la región.
La Red está compuesta por los centros culturales de: Cerrillos, Cerro Navia, Colina, El Bosque, La Cisterna, La Florida, La Granja, La Reina, Lo Barnechea, Lo Prado, Melipilla, Paine, Pedro Aguirre Cerda, Peñalolén, Quinta Normal, Recoleta, San Joaquín y Talagante. Es apoyada por el Gobierno Regional (GORE) y el Consejo de la Cultura de la Región Metropolitana, mediante el programa Santiago es Mío.